# Jürgen Brecht
Julius Emil Jürgen Brecht (Speyer, 1940. március 1. –) világbajnoki ezüstérmes, olimpiai bronzérmes német tőrvívó.